# Kan Hinuchit
Kan Hinuchit (en hebreo:כאן חינוכית) es un canal de televisión público de Israel, operado por la Corporación de Radiodifusión Pública de Israel (KAN). Emite una programación infantil y juvenil de índole educativa.

## Historia
El canal inició emisiones el 15 de agosto de 2018 reemplazando a IETV. Desde su comienzo, el canal emite en HD y también está disponible en las plataformas HOT y Yes.
El 5 de enero de 2021 Kan Hinuchit pasó a emitir en el canal 80, tras 25 años en los que el canal educativo emitía desde el canal 23. Esta decisión buscaba posicionar al canal junto al resto de canales infantiles que emiten en las diversas plataformas de cable y satélite de Israel.